# Мистер Робертс (роман)
«Ми́стер Ро́бертс» (англ. Mister Roberts) — единственный роман американского писателя Томаса Хеггена. Впервые опубликован в 1946 году в Нью-Йорке.

## Сюжет
Идут последние месяцы Второй мировой войны. Основные действия разворачиваются на грузовом судне ВМС США, пришвартованном у одного из островов Тихого океана. Главный герой романа младший лейтенант Даг Робертс выступает защитником команды корабля от самодурства капитана.

## Персонажи
- Даг Робертс — лейтенант
- Мортон — капитан грузового корабля
- Фрэнк Пулвер — энсин
- Энн Жирар — лейтенант
- Дауди — старшина

## Адаптации
- 1948: на Бродвее состоялась премьера одноимённой пьесы (режиссёр: Джошуа Логан);
- 1955: экранизация романа (режиссёры: Джон Форд и Мервин Лерой);
- 1965: американский ситком;
- 1984: телефильм-экранизация пьесы 1948 года (режиссёр: Мелвин Бернхардт).